# Фредрік Джеймсон
Фредрік Дже́ймісон (Дже́ймсон, англ. Fredric Jameson; 14 квітня 1934, Клівленд, Огайо, США — 22 вересня 2024) — американський літературний критик і теоретик марксизму.
Найбільш відомий аналізом сучасних культурних течій. Так, постмодернізм він розглядав як процес посилення просторовості культури під тиском глобального капіталізму. На його думку, саме те, що виникає як постмодерн, є частиною «культурної логіки пізнього капіталізму», і саме це викликає культурну фрагментацію. На його дослідження найбільш вплинули погляди неомарксизм (Теодор Адорно, Луї Альтюссер) і структуралізм (Клод Леві-Строс, Альгірдас Греймас).
Професор порівняльної літератури та романських досліджень в університеті Дьюка.

## Книги
- Sartre: The Origins of a Style. New Haven: Yale University Press. 1961.
- Marxism and Form: Twentieth Century Dialectical Theories of Literature. Princeton: Princeton University Press. 1971.
- The Prison-House of Language: A Critical Account of Structuralism and Russian Formalism. Princeton: Princeton University Press. 1972.
- Fables of Aggression: Wyndham Lewis, the Modernist as Fascist. Berkeley: University of California Press. 1979.
- The Political Unconscious: Narrative as a Socially Symbolic Act. Ithaca, N.Y.: Cornell University Press. 1981.
- Late Marxism: Adorno, or, The Persistence of the Dialectic. London & New York: Verso. 1990.
- Signatures of the Visible. New York & London: Routledge. 1990.
- Postmodernism, or, The Cultural Logic of Late Capitalism. Durham, NC: Duke University Press. 1991.
- The Geopolitical Aesthetic: Cinema and Space in the World System. Bloomington: Indiana University Press. 1992.
- The Seeds of Time. The Wellek Library lectures at the University of California, Irvine. New York: Columbia University Press. 1994.
- Brecht and Method. London & New York: Verso. 1998.
- The Cultural Turn. London & New York: Verso. 1998.
- A Singular Modernity: Essay on the Ontology of the Present. London & New York Verso. 2002.
- Archaeologies of the Future: The Desire Called Utopia and Other Science Fictions. London & New York: Verso. 2005.
- The Modernist Papers. London & New York Verso. 2007.
- Jameson on Jameson: Conversations on Cultural Marxism. Durham, NC: Duke University Press. 2007.
- Valences of the Dialectic. London & New York: Verso. 2009.

## Книги, перекладені українською
- Джеймісон, Фредрик. Постмодернізм, або Логіка культури пізнього капіталізму / Пер. з англ. і післямова П. Дениска. — К.: Курс, 2008. — 504 с.